# إنمي فرونت
إنمي فرونت ؛ جبهة العدو (Enemy Front) هي لعبة فيديو تصويب منظور شخص أول تندرج قصتها في الحرب العالمية الثانية، تم تطويرها ونشرها بواسطة سي آي غيمز للـ مايكروسوفت ويندوز وبلاي ستيشن 3 والإكس بوكس 360 . تم الإعلان عن اللعبة لأول مرة في عام 2011 وتم إصدارها في 10 يونيو 2014. 

## بدء اللعبة
روبرت هوكينز هو مراسل حرب أمريكي عالق مع جماعات المقاومة المختلفة في جميع أنحاء أوروبا خلال الحرب العالمية الثانية. على طول الطريق، يجد المساعدة في شكل كوماندوز نرويجي، وكيل شركة مملوكة للدولة ألماني ومقاتل فرنسي للمقاومة، بالإضافة إلى حلفائه البولنديين. يتم لعب اللعبة من خلال ذكريات الماضي وستتضمن أحداثًا تاريخية حقيقية، بعضها يسلط الضوء على الفظائع النازية التي ارتكبت في أوروبا. كما أنها تزور مسارح الحرب، مثل بولندا والنرويج، التي ظلت على حالها إلى حد كبير من قبل وسائل الإعلام الغربية السائدة وخاصة الرماة من منظور الشخص الأول في الحرب العالمية الثانية. تحتوي اللعبة على قدر كبير من التركيز على انتفاضة وارسو، مع ما يقرب من نصف المستويات التي تتميز بها. 

## التطوير
تم تطوير اللعبة بواسطة الاستوديو البولندي سي آي غيمز. كانت لها دورة تطوير طويلة ، تم الإعلان عنها لأول مرة في عام 2011. كان من المقرر إطلاق اللعبة في الأصل في أواخر عام 2012 ، ولكن تم تأجيلها بعد ذلك إلى أوائل عام 2013. وانتقلت إلى أواخر عام 2013 ، ثم إلى ربيع 2014 ، قبل إصدارها في 10 يونيو في الولايات المتحدة الأمريكية. منذ بدايتها، تمت إضافة العديد من الميزات وقصها ، وكان أبرزها التخفيضات على مستوى كبير بناءً على الإخلاء في دونكيرك، وإزالة نظام صحي قابل للتخصيص سمح للاعب بالاختيار بين تجديد الحزم الصحية أو الطبية الموزعة حوله. ظهرت المستويات وإزالة رشاش لانشستر في العديد من المقطورات والمواد الترويجية الأخرى، والتي توصف بأنها أحد «الأسلحة المميزة» للعبة. كان ستيوارت بلاك هو المنتج الأصلي للعبة، لكنه تركها منذ ذلك الحين. المنتج التنفيذي هو الآن ستيف هارت.

## الاستقبال
| استقبال |        |
| --- | ------ |
| مجموع النقاط المجموع نقاط ميتاكريتيك 55/100 [ 8 ] نتائج المراجعة نشرة نقاط يورو غيمر 2/10 غيم سبوت 5/10 آي جي إن 4.7/10 |        |
| مجموع النقاط |        |
| المجموع | نقاط   |
| ميتاكريتيك | 55/100 |
| نتائج المراجعة |        |
| نشرة | نقاط   |
| يورو غيمر | 2/10   |
| غيم سبوت | 5/10   |
| آي جي إن | 4.7/10 |

تلقت اللعبة مراجعات متباينة إلى سلبية من النقاد، بنتيجة 5/10 على غيم سبوت و4.7 / 10 على آي جي إن، وكلاهما ينتقدان الذكاء الاصطناعي السيئ والتسلل، لكنهما يشيدان بالرسومات ولعبة فيديو الجماعية وقسم القناصين. أعطت يورو غيمر للعبة 2/10 ، قائلة ببساطة أن هناك الكثير من العيوب التي لا يمكن تجاهلها.